# Leiothrix arechavaletae
Leiothrix arechavaletae är en gräsväxtart som först beskrevs av Friedrich August Körnicke, och fick sitt nu gällande namn av Wilhelm Willy Otto Eugen Ruhland. Leiothrix arechavaletae ingår i släktet Leiothrix och familjen Eriocaulaceae.
Artens utbredningsområde är Uruguay. Inga underarter finns listade i Catalogue of Life.